# Steve Earle (Rennfahrer)

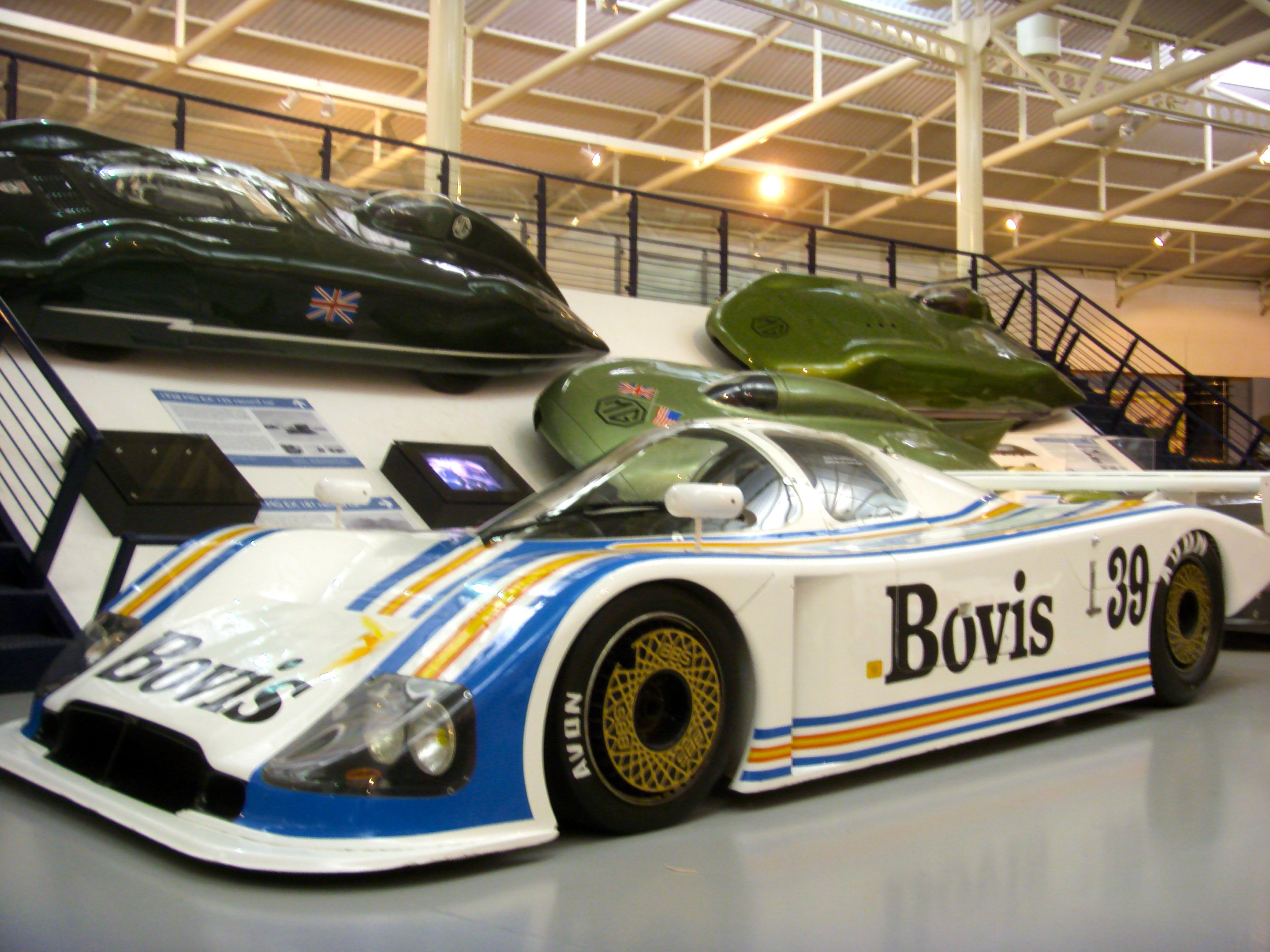
Der Nimrod NRA/C2 mit dem Steve Earle 1983 beim 24-Stunden-Rennen von Le Mans am Start war

Steven Jay „Steve“ Earle (* 1. Januar 1952 in Memphis) ist ein ehemaliger US-amerikanischer Autorennfahrer, Rennstallbesitzer und Motorsportfunktionär.

## Karriere
Neben seiner Karriere als Rennfahrer und Miteigentümer eines Motorsport-Rennstalls wurde Steve Earle in den USA vor allem als Gründer (1974) und Veranstalter des Rolex Monterey Motorsports Reunion, einem großen Event für historische Rennfahrzeuge, bekannt. Ende der 1970er-Jahre hatte Earle eine Teampartnerschaft mit Bob Akin und Rick Knoop und war mit den beiden Teampartnern 1978 Gesamtfünfter beim 12-Stunden-Rennen von Sebring und beim 6-Stunden-Rennen von Talladega sowie Gesamtsiebter beim 24-Stunden-Rennen von Daytona.
Viermal war Earle auch beim 24-Stunden-Rennen von Le Mans, wo seine beste Platzierung der 16. Endrang 1985.

## Statistik

### Le-Mans-Ergebnisse
| Jahr | Team                          | Fahrzeug         | Teamkollege    | Teamkollege  | Platzierung             | Ausfallgrund      |
| ---- | ----------------------------- | ---------------- | -------------- | ------------ | ----------------------- | ----------------- |
| 1978 | Dick Barbour Racing           | Porsche 935/77   | Bob Garretson  | Bob Akin     | Ausfall                 | Unfall            |
| 1981 | Simon Phillips                | Ferrari 512BB LM | Simon Phillips | Mike Salmon  | Ausfall                 | Chassis gebrochen |
| 1983 | Viscount Downe Pace Petroleum | Nimrod NRA/C2    | Ray Mallock    | Mike Salmon  | Ausfall                 | Motorschaden      |
| 1985 | ADA Engineering               | Gebhardt JC843   | John Sheldon   | Ian Harrower | Rang 16 und Klassensieg |                   |

### Sebring-Ergebnisse
| Jahr | Team                | Fahrzeug            | Teamkollege | Teamkollege | Platzierung | Ausfallgrund |
| ---- | ------------------- | ------------------- | ----------- | ----------- | ----------- | ------------ |
| 1978 | Earle & Akin Racing | Porsche Carrera RSR | Bob Akin    | Rick Knoop  | Rang 5      |              |